# Isotypa discopuncta
Isotypa discopuncta är en fjärilsart som beskrevs av Antonius Johannes Theodorus Janse 1954. Isotypa discopuncta ingår i släktet Isotypa och familjen Lecithoceridae. Inga underarter finns listade i Catalogue of Life.